# Upplands runinskrifter Fv1988;243
Runinskrift U Fv1988;243 är en runsten på Upplandsmuseets innergård, Uppsala. Stenen står vid "Lilla kvarnens" sydöstra hushörn, vid Fyrisån. Den övre delen av stenen är bortslagen. 

## Stenen
Runsten FV1988;243 hittades i schaktmassor i december 1959 vid Akademiska sjukhuset, Uppsala. Stenen restes sommaren därefter på sin nuvarande plats vid Upplandsmuseet. Stenen undersöktes i maj 1960 av Sven B.F. Jansson.
Stenen är i grå granit, 110 centimeter hög och 140 centimeter bred. Runornas höjd är 5-8 centimeter. Spår av   bruk på stenen tyder på att den någon gång använts som del av en husgrund.

## Inskriften
Translitterering av runraden:
§A ... ...-biarn ' uk ' þora ' litu · ... ...- ri-... ... 
§B uaþ...
Normalisering till runsvenska:
§A ... Biorn/...biorn ok Þora letu ... ... ri[sti](?) ... 
§B ...
Översättning till nusvenska:
§A ... Åbjörn och Tora lät ... 
§B Väder(?)
På framsidan (markerad §A) av stenen står: "... Åbjörn och Tora lät ..." där Åbjörn och Tora troligen är namnen på stenens två resare, som eventuellt kan ha varit ett föräldrapar.
På kanten av stenen (§B) står tre runor som eventuellt kan vara början av mansnamnet Väder.